# Mérina Dakhar

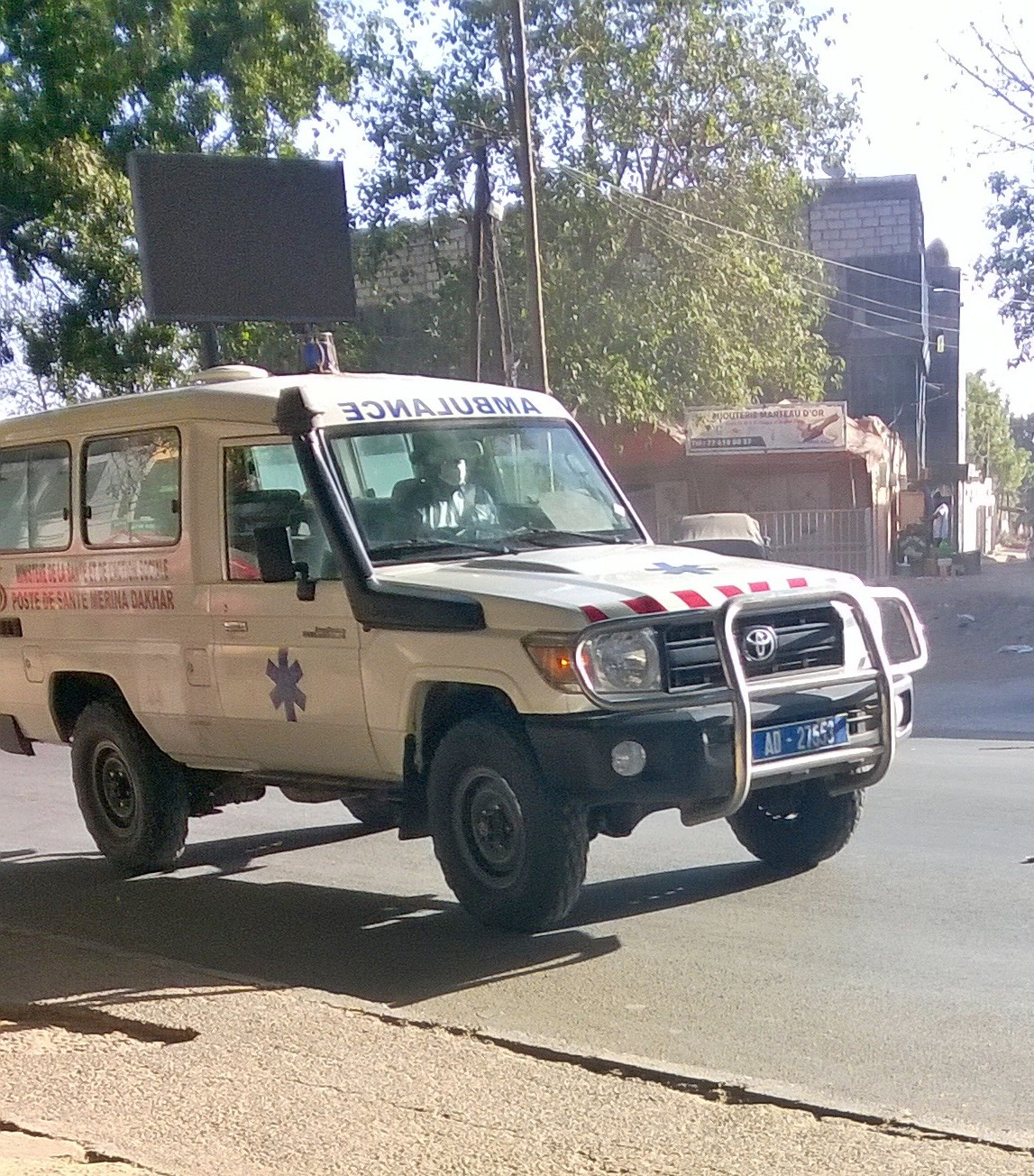
Ambulance du poste de santé de Merina Dakhar.

Mérina Dakhar est une localité du Sénégal, située dans le département de Tivaouane et la région de Thiès.
C'est le chef-lieu de l'arrondissement de Mérina Dakhar.
Le village comptait 493 personnes et 56 ménages lors du dernier recensement.